# Graeteriella laisi
Graeteriella laisi – gatunek widłonoga z rodziny Cyclopidae. Opisał go w 1936 roku niemiecki zoolog Friedrich Kiefer, nadając mu nazwę Diacyclops laisi.